# さとうあい
さとう あい（1955年〈昭和30年〉2月12日 - ）は、日本の女性声優。賢プロダクション所属。東京都出身。本名および旧芸名は佐藤 紀代子（さとう きよこ）。その他の旧芸名は佐藤 藍。スクールデュオレギュラークラス講師でナレーションを担当。

## 略歴
青山学院大学経営学部卒業。
以前は未来劇場に所属していた。

## 人物
特技は日本舞踊、サックス。趣味は和服。
アニメでは、様々な母親役を演じている。
洋画吹き替えでは『天使にラブ・ソングを…』以降、キャシー・ナジミーを複数回担当している。

## 出演
太字はメインキャラクター。

### テレビアニメ
1985年
- オバケのQ太郎（1985年版）（ゴジラの母、おZ）
- 超獣機神ダンクーガ（母）
- ドラえもん（テレビ朝日版第1期）（1985年 - 2000年、女の子A、おばさん）
- 忍者戦士飛影（マリア・アイ、フランソワ）

1986年
- あんみつ姫（チャーシュー、かのこの母）
- 魔法のアイドルパステルユーミ（剛）

1987年
- きまぐれオレンジ☆ロード（女教師）
- のらくろクン（屋台のおばさん 他）

1988年
- シティーハンター2（アンジェラ王女）

1989年
- アイドル伝説えり子（1989年 - 1990年、桂木ユキ）
- エスパー魔美（純平の母）
- 昆虫物語 みなしごハッチ（1989年 - 1990年、ゴミムシの男の子、タマムシの母親、コロの母、コガネ虫の母、カンタの母）
- たいむとらぶるトンデケマン!（1989年 - 1990年、アパパラ、ヤカン型宇宙人、ママトンデケマン）

1990年
- 勇者エクスカイザー（1990年 - 1991年、ママ〈星川ヨーコ〉）
- NG騎士ラムネ&40（主婦）
- YAWARA!（1990年 - 1991年、香坂、クリスティン・アダムス）

1991年
- 美味しんぼ（1991年 - 1992年、アンナ・マリーナ、飯村夫人）
- おちゃめなふたご クレア学院物語（ネイラー夫人）
- 絶対無敵ライジンオー（島田愛子〈初代〉）
- 新世紀GPXサイバーフォーミュラ（風見純子）
- 太陽の勇者ファイバード（カッちゃんの母親）

1992年
- コボちゃん（1992年 - 1998年、秋子） - 1シリーズ + 特別編
- スペースオズの冒険（エミリーおばさん）
- 大草原の小さな天使 ブッシュベイビー（ライサ・アドルトン）
- みかん絵日記（横田夫人）
- 笑ゥせぇるすまん（女A）

1993年
- 海がきこえる（拓の母）
- クレヨンしんちゃん（1993年 - 1996年、仲居、おかみさん、係員、山村くん、チーフ 他）
- 忍たま乱太郎（1993年 - 1996年、上級生A、能勢久作〈代役〉、おスミ）
- ムカムカパラダイス（ドスドス、弥生）
- 勇者特急マイトガイン（おばさん）

1994年
- 赤ずきんチャチャ（1994年 - 1995年、クリーム、夢の声、王妃）
- 機動武闘伝Gガンダム（ドモンの母）
- ツヨシしっかりしなさい（竹の湯の妻）

1995年
- スレイヤーズ（キャリー）
- それいけ!アンパンマン（1995年 - 2022年、アンモナイトくん、パスタおばさん）
- ナースエンジェルりりかSOS（校長）
- ロミオの青い空（クリスチーナ）

1996年
- 愛天使伝説ウェディングピーチ（マサミの母）
- こどものおもちゃ（安藤すみれ）
- ちびまる子ちゃん（トシ子）
- 中華一番!（シロウの母）
- 名犬ラッシー（アニー）

1997年
- はれときどきぶた（1997年 - 1998年、マダム福建省 / 広飛優老婆、ビビンバおばさん、ぶたママ）

1998年
- 吸血姫美夕（売店のおばさん）
- おじゃる丸（1998年 - 、マリー / 十文字麻璃子、お紅茶仮面）
- 彼氏彼女の事情（有馬の母〈有馬の伯母〉）
- TRIGUN（女将）
- 虹の戦記イリス（カレン）
- MASTERキートン（アンナの母）
- LEGEND OF BASARA（マコトの母）
- ロスト・ユニバース（アリシア）

1999年
- 下級生（女性客）
- 週刊ストーリーランド（1999年 - 2001年、女A、おばさん、ひまわり園園長、ナレーション）

2000年
- KAIKANフレーズ（雪文の母）
- ファーブル先生は名探偵（リカール）
- ポケットモンスター（2000年 - 2001年、ハル、ミルタンク）
- 無敵王トライゼノン（雨竜良子）
- 名探偵コナン（2000年 - 2018年、花崎芳子、亀田昌子、大和田ツネ子、犬伏佐記、女性、山下紅千代、熊堂万亀江、友寄公華）

2001年
- シャーマンキング（道蘭）
- ノワール（マルグリット）
- フィギュア17 つばさ&ヒカル（茨城凜）
- 魔法戦士リウイ（ワイルダー夫人）

2002年
- ウミガメと少年（ナレーション）
- GetBackers-奪還屋-（蛮の母親、十兵衛の母）
- 十二国記（中嶋律子）
- ぱにょぱにょデ・ジ・キャラット（ミ・ケ・キャラットママ）

2003年
- 明日のナージャ（生地店の女主人）
- アストロボーイ・鉄腕アトム（2003年 - 2004年、婦人、ユノーム、大和田ツネ子）
- 犬夜叉（尼）
- 凧になったお母さん（ナレーション）
- HAPPY★LESSON ADVANCE（師走園長）

2004年
- アガサ・クリスティーの名探偵ポワロとマープル（エルスベス、ハートネル、バーナード夫人 他）
- あたしンち（占い師）
- サザエさん35周年記念SP磯野家北へ飛ぶ（山谷夫人）
- 蒼穹のファフナー（小楯千沙都）
- 光と水のダフネ（中屋敷ヘレナ）
- ポケットモンスター アドバンスジェネレーション（キミヨ）
- マリア様がみてる（2004年 - 2009年、福沢みき） - 2シリーズ

2005年
- Canvas2 〜虹色のスケッチ〜（鳳仙響子）

2006年
- 桜蘭高校ホスト部（御婦人）
- ザ・サード 〜蒼い瞳の少女〜（女社長）
- DEATH NOTE（夜神幸子）
- 祝!(ハピ☆ラキ)ビックリマン（聖ソプラノ）
- まじめにふまじめ かいけつゾロリ（おばあちゃん）
- よみがえる空 -RESCUE WINGS-（社浦良子）
- ワンワンセレプー それゆけ!徹之進（徹之進の母 / 千代）

2007年
- がくえんゆーとぴあ まなびストレート!（聖桜学園長）
- ふたつの胡桃（富子）
- DARKER THAN BLACK -黒の契約者-（ベルタ）
- 東京魔人學園剣風帖 龖（龍麻の母） - 2シリーズ
- ONE PIECE（ママ）

2008年
- アリソンとリリア（エマ）
- キクちゃんとオオカミ（ナレーション）
- のらみみ（シゲルの母）
- ポケットモンスター ダイヤモンド&パール（カラシナ博士）

2009年
- 鋼の錬金術師 FULLMETAL ALCHEMIST（ブラッドレイ夫人）

2010年
- サザエさん（2010年 - 2015年、長谷川鞠子、又吉の妻）

2011年
- 快盗天使ツインエンジェル〜キュンキュン☆ときめきパラダイス!!〜（神無月咲枝）
- 戦国乙女〜桃色パラドックス〜（住職）
- ちはやふる（詠み手）
- NO.6（おばさん）

2012年
- ダンボール戦機W（マダム・ブルホーン）
- リトル・チャロ〜東北編〜（クロ）

2013年
- ステラ女学院高等科C3部（寮母）
- ポケットモンスター ベストウイッシュ シーズン2 デコロラアドベンチャー（リップル）

2014年
- ノブナガン（司令）

2015年
- うしおととら（お役目様）

2016年
- 名探偵コナン エピソード“ONE” 小さくなった名探偵（瀬羽夫人）

2017年
- ツインエンジェルBREAK（神無月咲枝）

2018年
- 若おかみは小学生!（秋野高子）

2019年
- 妖怪ウォッチ シリーズ（2019年 - 2023年、コマ母ちゃん） - 2シリーズ

2023年
- ポケットモンスター（校長）
- 葬送のフリーレン（薬草家）
- ひろがるスカイ!プリキュア（せつこおばあちゃん）

2024年
- 外科医エリーゼ（ハーバー侯爵夫人）
- 先輩はおとこのこ（蒼井雅子）

### 劇場アニメ
1990年代
- 強殖装甲ガイバー（1986年、母）
- 月光のピアス ユメミと銀のバラ騎士団（1991年、カタリーナ）
- MEMORIES「大砲の街」（1995年、天気予報）
- MARCO 母をたずねて三千里（1999年、ジーナおばさん）

2010年代
- 劇場版ポケットモンスター ダイヤモンド&パール 幻影の覇者 ゾロアーク（2010年、トモ）
- 映画 妖怪ウォッチ エンマ大王と5つの物語だニャン!（2015年、コマ母ちゃん）
- 映画 妖怪ウォッチ 空飛ぶクジラとダブル世界の大冒険だニャン!（2016年、コマ母ちゃん）

2020年代
- シン・エヴァンゲリオン劇場版𝄇（2021年、小母さんA）
- 映画 先輩はおとこのこ あめのち晴れ（2025年、蒼井雅子）

### OVA
- るんは風の中（1985年、ガールフレンド）
- 笑う標的（1987年、里見の母）
- アッセンブル・インサート（1989年、おかみ）
- アーシアンII EARTHIAN II（1990年、管理人[20]）
- 江口寿史の寿五郎ショウ（1991年、上品な母親、キリシマの妻）
- キッスは瞳にして（1993年、いぶきの母）
- 紺碧の艦隊（1993年、女将）
- 新世紀GPXサイバーフォーミュラ11（1993年、風見純子）
- 新世紀GPXサイバーフォーミュラZERO（1994年、風見純子）
- シャーマニックプリンセス（1996年、先生）
- ヴァリアブル・ジオ（1997年、グランマ）
- 聖少女艦隊バージンフリート（1998年、咲坂茉莉）
- ブラック・ジャック（1998年、サランダ・アラビス）
- HAPPY★LESSON（2001年、十二支師走）
- .hack//Liminality（2002年、舞の母）
- HAPPY★LESSON THE FINAL（2004年、師走学園長）
- マリア様がみてる 3rdシーズン（2006年、福沢みき）
- 快盗天使ツインエンジェル（2008年、神無月咲枝）
- SUPERNATURAL: THE ANIMATION（2011年、デボラ）

### Webアニメ
- ポケモン不思議のダンジョン 出動ポケモン救助隊ガンバルズ!（2007年、ガルーラおばさん）

### ゲーム
- 藤子不二雄Aの笑ゥせぇるすまん（1993年、観音様、オバサン、ママ）
- ラングリッサー 〜光輝の末裔〜（1993年、ジェシカ）
- YAWARA!2（1994年）
- ラングリッサーIII（1996年、ジェシカ、少年）
- 金田一少年の事件簿 星見島 悲しみの復讐鬼（1998年、立花華江）
- スパイロ×スパークス トンでもツアーズ（2000年、スパークス）
- 快盗天使ツインエンジェル〜時とセカイの迷宮〜（2011年、神無月咲枝）
- ファイナルファンタジーVII リメイク（2020年、ジェシーの母）

### 吹き替え

#### 担当女優
キャシー・ナジミー
- 天使にラブ・ソングを…（シスター・パトリック）※日本テレビ版
- 天使にラブ・ソングを2（シスター・パトリック）※日本テレビ版
- ハード・ウェイ（ニックのアシスタント）※ソフト版
- フィッシャー・キング（ビデオ店の客）
- ホーカス ポーカス（メアリー・サンダーソン）
- ホーカス ポーカス2（メアリー・サンダーソン）

ミリアム・マーゴリーズ
- 華麗なる恋の舞台で（ドリー・ドゥ・ヴリース）
- 太陽の雫（ローズ・ゾネンシャイン）
- チェイシング・リバティ（マリア）
- ロミオ+ジュリエット（乳母）※ソフト版

#### 映画
- I Want You あなたが欲しい（アンバー〈カルメン・イジョゴ〉）
- 愛がこわれるとき ※テレビ朝日版
- アウトブレイク（パナニデス）※日本テレビ版
- 赤ちゃんはトップレディがお好き（シャーロット）※機内上映版
- アクション・ジャクソン/大都会最前線（パトリス〈シャロン・ストーン〉）
- 悪魔たち、天使たち（裁判所書記官、廷吏）
- アザー・ピープルズ・マネー（ハリエット）
- アダムス・ファミリー（フローラ・アモール、ファウナ・アモール、サリー・ジェシー・ラファエル）※ソフト版
- アメリ（アマンディーヌ・プーラン）
- アラクノフォビア（ブレア・ケンダール〈キャシー・キニー〉）※ソフト版
- 嵐の中で輝いて（ヘッダ・ドレッシャー）※ソフト版
- アリゲーター2（クリスティーン・ホッジス〈ディー・ウォレス〉）※テレビ東京版
- アンタッチャブル（母親〈メロディ・レイ〉）※フジテレビ版
- 今そこにある危機（モイラ・ウルフソン〈アン・マグナソン〉）※ソフト版
- いまを生きる（トッドの母〈デブラ・ムーニー〉）※ソフト版
- インビジブル ※テレビ朝日版
- インベージョン（リュドミラ・ベリチャク〈セリア・ウェストン〉）
- ヴァニシング・チェイス（ジョージ・メイ・パーカー〈パム・グリア〉）
- ヴァンパイア・イン・ブルックリン（デューイ警部〈ジョアンナ・キャシディ〉）※VHS版
- ウェインズ・ワールド（ミミ・ヴァンダーホフ〈コリーン・キャンプ〉）
- ウェルカム・トゥ・サラエボ（ヴィリチの妻、ムニラの娘）
- ウォール街（ナタリー）※フジテレビ版
- ウォンテッド（ファーンズワース夫人）
- エース・ベンチュラ（マーサ・メッツ）※ソフト版
- エイリアン・コップ（スーザン[21]）
- エクソシスト3（メアリー・キンダーマン）※VHS版
- エリザベスタウン（ドーラ〈ポーラ・ディーン〉）
- エンジェル・スノー
- エンゼル・ハート（コニー〈エリザベス・ウィットクラフト〉）※フジテレビ版
- オーバー・ザ・トップ ※フジテレビ版
- 追いつめられて（マーガレット・ブライス）※テレビ朝日版
- カイロの紫のバラ（エマ〈ダイアン・ウィースト〉、キティ・ヘインズ）
- カナディアン・エクスプレス（ニックの母）※ソフト版
- 彼と彼女の第2章（ルーシー〈ジュリー・カブナー〉）
- カレの嘘と彼女のヒミツ（キッピー・キャン〈キャシー・ベイツ〉）
- 川のほとりのおもしろ荘（アルバ）
- 危険な情事
- キッド（ウェイトレス〈メリッサ・マッカーシー〉、グロリア・デューリッツ）
- キャプテン・ロン（キャサリン・ハーヴィ〈メアリー・ケイ・プレイス〉）
- 恐怖に襲われた街（ジェルメーヌ・ドアゾン）
- キング・コング（モード）
- キンダガートン・コップ（ザックの母親）※ソフト版
- グッド・ガール（グウェン・ジャクソン〈デボラ・ラッシュ〉、フロバータ）
- グッド・バーガー（コニー・マルドゥーン）
- グラスハープ/草の竪琴（ドリー・タルボ〈パイパー・ローリー〉）
- グレート・ウォリアーズ/欲望の剣（キャスリーン〈ナンシー・カートライト〉）
- グレムリン（シーラ・ファッターマン〈ジャッキー・ジョセフ〉）※ソフト版
- グレムリン2 新・種・誕・生（シーラ・ファッターマン〈ジャッキー・ジョセフ〉、マージ〈キャスリーン・フリーマン〉）※ソフト版
- クロウ/飛翔伝説（ダーラ〈アンナ・トムソン〉）※ソフト版
- クロコダイルの涙（マリア・ヴォーン〈ケリー・フォックス〉）
- ケーブルガイ（ケーブルガイの母〈キャシー・グリフィン〉）
- 訣別の街（ネッティ・アンセルモ〈ロバータ・ピータース〉）
- ゴーストバスターズ（背の高い女性）※フジテレビ版
- ゴーストバスターズ2（エレイン〈クロエ・ウェッブ〉、ジェイソン〈ジェイソン・ライトマン〉）※ソフト版、（エレイン〈クロエ・ウェッブ〉、松葉杖の女性）※フジテレビ版
- 恋のためらい/フランキーとジョニー（コーラ〈ケイト・ネリガン〉）
- 恋のトラブルメーカー（サンソイの母）
- 恋の魔術にかかったとき（ベス）
- 恋人はパパ/ひと夏の恋（ドリス）
- 心の旅（フィリス〈ロビン・バートレット〉）※ソフト版
- 心のままに（ハリス判事〈アンナ・マリア・ホースフォード〉）
- 誤診（ミリセント・ケリー）
- コナン・ザ・グレート ※テレビ朝日版
- この胸のときめき（メーガン・デイトン〈ボニー・ハント〉）
- 五福星（チェンの娘〈パット・ハー〉）
- 最高のルームメイト（バーバラ）
- ザ・インターネット（国選弁護人）※ソフト版
- ザ・エージェント（ウェンディ）※ソフト版
- ザ・サイト（プライス部長刑事〈アマンダ・レッドマン〉、フォン夫人）
- ザ・シークレット・サービス（パム・マグナス〈パトリカ・ダーボ〉）
- サスペクト（アリソン・メドウズ〈キム・キャトラル〉）
- サンタリア 魔界怨霊
- 3人のゴースト（ヘイゼル〈デロリス・ホール〉）
- シーズ・ソー・ラヴリー（ジョージー〈デビ・メイザー〉）
- ジェニファーの明日 あなたを抱きしめさせて（バンデマル看護師〈カムリン・マンハイム〉）※NHK版
- 地獄の女囚コマンド（シヴィ）
- シザーハンズ（エズメラルダ〈オーラン・ジョーンズ〉）※ソフト版
- 7月4日に生まれて（ワシントン）※VHS版
- 七小福（チン先生〈チェン・ペイペイ〉）
- シティ・オブ・エンジェル（バルフォード夫人）
- シティヒート（マリー）※フジテレビ版
- ジャッジ・ドレッド（リリー・ハモンド）※ソフト版
- ジュマンジ（キャロル・アン・パリッシュ〈パトリシア・クラークソン〉）※DVD・VHS版
- ジョーズ'98 激流篇（ナンシー・ミラー）
- 知らなすぎた男（ルドミラ・クロポトキン博士〈ジェラルディン・ジェームズ〉）
- 白と黒のナイフ（キャシー）
- 推定無罪（ユージニア〈アンナ・マリア・ホースフォード〉）※ソフト版、（マック）※テレビ朝日版
- スウィッチ/素敵な彼女?（シーラ・ファクストン〈ロレイン・ブラッコ〉）
- スクール・ウォーズ/もうイジメは懲りごり!（フェイス・ビガー〈キャロル・ケイン〉、ラムパート夫人）
- スケアクロウ（ダーリーン〈アイリーン・ブレナン〉）※テレビ東京版
- スター・ウォーズ エピソード6/ジェダイの帰還（モン・モスマ〈キャロライン・ブラキストン〉）※ソフト版
- スタートレックIV 故郷への長い道（ウフーラ〈ニシェル・ニコルズ〉）※フジテレビ版
- ストリート・オブ・ファイヤー（運転士）※フジテレビ版
- ストリートファイター ※テレビ朝日版
- スネーク・アイズ（ジュリア・コステロ〈カーラ・グギノ〉[22]）※ソフト版
- スパルタンX（スザンナ）※フジテレビ版
- スピード（カミノ夫人、キーグ）※テレビ朝日版
- スピード2（ルビー・フィッシャー〈パトリカ・ダーボ〉）※ソフト版
- 世界の涯てに（ジェインの母親〈マリア・コルデロ〉）※VHS版
- セブン（グールド夫人）※フジテレビ版
- セブン・イヤーズ・イン・チベット（ペマ・ラキ〈ラクパ・ツァムチョエ〉）※フジテレビ版
- 戦場のピアニスト（パンを売る女）
- ゾンビコップ（ニュースキャスター〈マーサ・クイン〉）
- ゾンビ伝説
- ダーク・ハーフ（ミリアム・コウリー〈ルターニャ・アルダ〉）※テレビ東京版
- ダークマン（医師〈ジェニー・アガター〉）※VHS版
- ターミナル・ベロシティ（誕生パーティーの客）※テレビ朝日版
- ダイ・ハード（ゲイル・ウォーレンズ〈メアリー・エレン・トレイナー〉、オペレーター、スチュワーデス）※ソフト版
- ダイ・ハード2（サマンサ・コールマン〈シーラ・マッカーシー〉、案内係）※ソフト版
- ダイヤルM（ジャニス・モラン）※ソフト版
- ダウト〜あるカトリック学校で〜（クリスティーン・ハーリー）
- 007/ダイヤモンドは永遠に（プレンティ〈ラナ・ウッド〉）※TBS新録版
- 007/リビング・デイライツ（ルバビッチ、ロジーカ・ミクロス）※テレビ朝日版、（マネーペニー〈キャロライン・ブリス〉）※ANA機内上映版
- 007/消されたライセンス（デラ・チャーチル・フェリックス〈プリシラ・バーンズ〉、マネーペニー〈キャロライン・ブリス〉）※ANA機内上映版
- タンク・ガール（マダム〈アン・マグナソン〉）
- ダンテズ・ピーク（ジェーン・フォックス）※テレビ朝日版
- チャーリー（ミニー・チャップリン）
- チャーリーとチョコレート工場（グループ夫人）※劇場公開版
- チャイニーズ・ゴースト・ストーリー2（フードウジーホン大師〈ラウ・シュン〉）※テレビ東京版
- ツイン・ドラゴン（マー夫人〈シルヴィア・チャン〉）※テレビ朝日版
- 冷たい月を抱く女（ワージントン）※VHS版
- ディアボロス/悪魔の扉（パム・ギャリティ）※ソフト版
- ディック・トレイシー（ミセス・グリーン〈キャシー・ベイツ〉、テスの母〈エステル・パーソンズ〉）
- ティン・カップ（ドリーン）※ソフト版
- デス・ゲーム2025（アナーキー〈タラ・フレデリック〉）
- デビルズ・メイド/死霊家政婦（メアリー・グローヴ）
- デルタ・フォース（デブラ・レヴィン〈スーザン・ストラスバーグ〉）
- 天使の贈りもの（ビヴァリー〈ロレッタ・デヴァイン〉、アナ・エルドリッジ）
- 天と地（バーニス〈コンチャータ・フェレル〉）
- トークショー（ヘレン・クシュニック〈キャシー・ベイツ〉）
- トーマス・クラウン・アフェアー（ダリア）※フジテレビ版
- トイズ（デビー〈デビ・メイザー〉）
- 28DAYS（ベティ〈マーゴ・マーティンデイル〉）
- ドク・ハリウッド（メアリー）※ソフト版
- ドッグ・イン・パラダイス（スエーバ・ロケッタ）
- トラブル・キッズ/マックス・キーブルの大逆襲（フィリス・ラングーン〈エイミー・ヒル〉）
- 二重告訴（ダナ・ジェンセン）
- 2010年（キャロライン・フロイド）※TBS版
- ニューオーリンズ・トライアル（ミリー・デュプリー〈ラスティ・シュウィマー〉）※ソフト版
- ニューヨークの恋人（エスター看護師）※ソフト版
- ネイビー・シールズ（ジョリナ〈S・エパサ・マーカーソン〉）※テレビ朝日版
- ネットフォース（サンドラ・ナイト〈CCH・パウンダー〉）※ソフト版
- ネバーエンディング・ストーリー3 ※テレビ朝日版
- ハード・チェック（ラヴァダ〈アルフレ・ウッダード〉）
- ハード・トゥ・キル（主婦）※テレビ朝日版
- バーニーズ あぶない!?ウィークエンド（ティナ）
- パーフェクト・カップル（ルシール・カウフマン）
- パーフェクト・ワールド（アイリーン）※ソフト版
- ハイ・フィデリティ（ロブの母）
- パシフィック・ハイツ（アン・ミラー〈ビヴァリー・ダンジェロ〉）※VHS版
- バタリアン2（ブレンダ）
- バック・トゥ・ザ・フューチャー（リンダ・マクフライ、ミルトン・ベインズ）※フジテレビ版
- バック・トゥ・ザ・フューチャー PART3（ストリックランドの息子、リンダ・マクフライ）※テレビ朝日版
- バックドラフト（12歳のスティーヴン）※ソフト版
- バッドボーイズ（フランシン〈アナ・トムソン〉）※ソフト版、（テレサ・バーネット〈テレサ・ランドル〉）※フジテレビ版
- バットマン & ロビン Mr.フリーズの逆襲（ゴシップ・ガーティ）※テレビ朝日版
- 800万の死にざま
- パラサイト（カレン・オルソン〈パイパー・ローリー〉）※フジテレビ版
- パラダイス・アーミー
- 薔薇の素顔（ミシェル〈キャスリーン・ウィルホイト〉）※ソフト版
- ハリー・ポッターシリーズ（ペチュニア・ダーズリー〈フィオナ・ショウ〉）
- ハリウッドにくちづけ（アレサ〈ロビン・バートレット〉）
- パリの恋人（アルマンド）※機内上映版
- ハロウィン・インベーダー/火星人襲来!?（ヴァンダースプール〈パトリカ・ダーボ〉）
- ハロウィンII（ゲイリーの母〈リー・フレンチ〉）
- バロン（デイジー）※ソフト版
- ハワーズ・エンド（ジャッキー・バスト）
- ハワード・ザ・ダック/暗黒魔王の陰謀（ロネット〈リズ・セイガル〉）
- ハンナとその姉妹（キャロル）
- ビーグル犬 シャイロ2（スー）
- ヒーロー/靴をなくした天使（エヴェリン・ラプラント〈ジョーン・キューザック〉）※ソフト版
- ピアノ・レッスン（モラグ）
- 必殺ビッグガン/最後の標的（嘆きの天使）
- ピンクパンサー（アクセントのコーチ）
- ビンゴ!（エマ・ルイス）
- ブーメラン（イヴォンヌ）※ソフト版
- ファーゴ（ジーン・ランディガード）※ソフト版
- ファントム・スレッド（ビディ）
- フィスト・オブ・レジェンド/怒りの鉄拳（スーワイ〈キャロル・タム〉）
- フェティッシュ（ルデス）
- フォー・ザ・ボーイズ（ルアナ・トロット〈ローズマリー・マーフィ〉、ロレッタ）
- プラクティカル・マジック（リンダ・ベネット〈マーゴ・マーティンデイル〉）
- ブラス!（アイダ）
- フラバァ・デラックス（デザレー・デ・ラ・ロシュ〈ジョアンナ・ムーア〉）
- フランティック（エディ〈アレクサンドラ・スチュワルト〉）※ソフト版
- フリージャック（女性記者）
- ブルース・ブラザース（クレア）※フジテレビ新録版
- ブレア・ウィッチ・プロジェクト（インタビューを受ける子連れの住人）
- プレシディオの男たち（パティ・ジーン・リンチ〈ジェニット・ゴールドスタイン〉）※ソフト版
- プレタポルテ（ルイーズ・ハミルトン〈テリー・ガー〉、アルベルティーヌ〈ウテ・レンパー〉）
- プレデター2（イレーネ・エドワーズ博士〈リリアン・ショーヴァン〉）※ソフト版
- フロント・ページ（ホー〈テレサ・モウ〉、ホイの妻、招待客〈キングダム・ユン〉）
- ペーパーボーイ（ダイアナ）
- ベガス・バケーション（キャサリン・ジョンソン〈ミリアム・フリン〉）
- ベッカムに恋して（ジェスの母）
- ペンタグラム/悪魔の烙印（シスター・マルガリータ）※VHS版
- ボーイズ・ドント・クライ（看護師）
- ホーム・アローン（ローズ）※ソフト版
- ホーム・アローン2（レスリー、ストーン〈ダナ・アイヴィ〉）※ソフト版
- ホーリーマン（フレスカ）
- ポイント・ブランク（キネッタ先生）
- 冒険者たち（デュブルイ夫人）※テレビ東京版
- ぼくが天使になった日（アンジェラ・バタグリア）
- ポセイドン・アドベンチャー2（ジーナ〈シャーリー・ジョーンズ〉）
- ホット・ショット（メアリー・トンプソン）※ソフト版
- ホット・ショット2（ジェリー・ケルター記者）※ソフト版
- ボディーハード（サンドラ・フィッシャー）
- ボブ★ロバーツ（デイヴィス夫人〈アニタ・ジレット〉）
- 微笑みがえし（コニー）
- ポリス・ストーリー/香港国際警察（セリーナ〈ブリジット・リン〉）※テレビ朝日版
- ポリス・ストーリー3（チャイバの妻）
- 香港極楽コップス/俺たちに明日はある!?（ローサ〈ルー・シャオフェン〉）
- マイ・ブルー・ヘブン（マーガレット・スノー・クーパースミス〈コリーン・キャンプ〉）
- マイライフ・アズ・ア・ドッグ（ウラ）
- マグダレーナ/美しき娼婦（マグダレーナ〈ナスターシャ・キンスキー〉）
- マッド・ハウス/珍入者撃退作戦（バーニス〈ジェシカ・ランディ〉）
- マネー・トレイン ※フジテレビ版
- マン・オン・ザ・ムーン（ジャニス・カウフマン）
- ミート・ザ・ペアレンツ（客室乗務員〈カリ・ローシャ〉）
- ミザリー（ウェイトレス）※日本テレビ版
- ミシシッピー・バーニング（コニー、コーウェンズ夫人）※ソフト版
- ミュージック・オブ・ハート（ドロテア・フォン・ハフテン、ラム夫人）
- ミュリエルの結婚（ベティ〈ジニー・ドリナン〉）
- ミラーズ・クロッシング（市長秘書〈フランシス・マクドーマンド〉）
- ムッソリーニとお茶を（コニー・レイノア）
- メイド・イン・マンハッタン（ポーラ・バーンズ〈フランセス・コンロイ〉）
- もう子守歌はいらない（ルシンダ〈パティ・ダーバンヴィル〉）
- ヤングガン（イェン・スン）
- ライアー ライアー（ダナ・アップルトン〈スージー・カーツ〉）
- ライオンと呼ばれた男（コリンヌ、イヴェット・リオン）
- リーサル・ウェポン2/炎の約束（ミーガン・シャピロ〈ジェニット・ゴールドスタイン〉）※テレビ朝日版
- リーサル・ウェポン3（デロリス〈デロリス・ホール〉）※ソフト版・テレビ朝日版
- リコシェ（ゲイル・ウォレンズ〈メアリー・エレン・トレイナー〉）※VHS版
- リトル・プリンセス 小公女（マヤ）
- リバイアサン（ブリジット・ボーマン〈リサ・アイルバッハー〉）※テレビ朝日版
- 理由（ドロレス）※ソフト版
- ルディ/夢はレースで1等賞!（リザ）
- レッド・スコルピオン ※ソフト版
- ローグ・ワン/スター・ウォーズ・ストーリー（モン・モスマ）
- ロード・トリップ パパは誰にも止められない!（ミシェル・ポーター〈キム・ホイットリー〉）
- ロケッティア
- ロボコップ（チャンドラー）※テレビ朝日版
- ロミー&ミッシェル（トビー・ウォルターズ〈カムリン・マンハイム〉）
- ワーキング・ガーイ（ルーシー）
- ワーキング・ガール（アリス・バクスター〈エイミー・アキノ〉）※ソフト版
- わが街（ジェーン〈アルフレ・ウッダード〉）
- ワンス・アポン・ア・タイム・イン・アメリカ（デボラ〈エリザベス・マクガヴァン〉）※VHS版
- ワンス・アポン・ア・タイム・イン・チャイナ 天地覇王（ミウの姉）
- ワンス・アラウンド（ゲイル・ベラ〈ロクサーヌ・ハート〉）

#### ドラマ
- 蒼ざめた馬
- ER緊急救命室
  - シーズン1 #12（ビムリー夫人〈ジーン・モーリ〉）
  - シーズン2 #15（モニカ・フォード〈マイラ・ターリー〉）、#20（ジョアン・バリス〈ロミー・ローズモント〉）
  - シーズン3 #6（ディー・マクマナス〈メグ・ソーケン〉）、#17（ブロディ夫人〈ヴァージニア・モリス〉）
  - シーズン4 #2（スタイマン〈ペギー・マニックス〉）、#17（サリー・イングラム〈シェリー・リュボーフィ＝リップス〉）
  - シーズン9 #2（ジェシカ）、#22（パシナケ）
  - シーズン12 - 15（リズ・デイド〈タラ・カーシアン〉）
- IT ※テレビ東京版
- ウルトラマンパワード（ミッチェル家の隣人、ウィッティガーの助手）
- オータム・イン・マイ・ハート 〜秋の童話〜（イ・ギョンハ）
- 俺がハマーだ! シーズン2 #4（エリザベス・ジェンキンス巡査）
- キャシアン・アンドー（モン・モスマ〈ジェネヴィーヴ・オライリー〉[23]）
- 宮廷女官チャングムの誓い
- クリミナル・マインド5 FBI行動分析課（ルイス）
- クリミナル・マインド6 FBI行動分析課（ナンシー・リバートン〈メア・ウィニンガム〉）
- 刑事ナッシュ・ブリッジス シーズン2 #5（サンドラ・グレアム）、#22（パム・トゥルイット）
- コールドケース6（グロリア）
- ザ・コミッシュ（ルイーズ・ヒントン市長）
  - シーズン1（ヘレン・スタッグス）
- シャーロック・ホームズの冒険 サセックスの吸血鬼（グレスティ夫人）
- ジョーイ シーズン2 #21（トレイシー〈ジュリア・スウィーニー〉）
- 新・ヒッチコック劇場 シーズン1 #17（ジャッキー・フォスター〈カレン・アレン〉）
- スカーレット/続・風と共に去りぬ（スエレン・オハラ・ベンテン〈メリッサ・レオ〉）
- スペース・レンジャーズ（ジョジョ・トーセン〈マージョリー・モナハン〉）
- 青春の城 コビントン・クロス（メイド1、太ったメイド）
- セサミストリート危機一髪（希望の妖精、25/25の女性アナウンサー）※スペシャル版
- 第一容疑者1 連鎖（モーリーン・ヘイヴァース）
- チャームド 〜魔女3姉妹〜（ナンタ）
- ドクタークイン 大西部の女医物語（マイラ・ビーイング） / 第1 - 第5シリーズ
- 特攻野郎Aチーム シーズン5 #13（ロビン・ドリアン）
- トップモデル諜報員 カバー・アップ（ダニエル・レイノルズ〈ジェニファー・オニール〉）
- ナース・ジャッキー（クーパー夫人）
- ナイトライダー シーズン1 #2（ウェッブ）
- NY市警緊急出動部隊 トゥルー・ブルー パイロット版（コニー・トリン）
- パワーレンジャーシリーズ
  - パワーレンジャー（アップルビー〈初代〉）
- ふたりは最高!ダーマ&グレッグ（スザンヌ）
  - シーズン5 #9（マリリン・ピーターズ）
- ブラザーズ&シスターズ（ドクター・アレクサンドラ）
- フルハウス（クレア）
- 冒険野郎マクガイバー
  - シーズン1 #18（キャロル・ラファティ）
  - シーズン2 #18（セーラ）
- マイ・ビッグ・ファット・ライフ! #4（トルーディ〈ラスティ・シュウィマー〉）
- ミス・マープル
  - パディントン発4時50分（メアリー、フランソワーズ）
  - ポケットにライ麦を（パトリシア・アンスティス、グローヴナー、デイジー）
- ミッキーマウス60周年記念（スー・シモンズ）
- ヤングライダーズ シーズン1 #11（事務員）、#21（ドリス）
- 私はラブ・リーガル（テッサ）
- ワンス・アポン・ア・タイム・イン・チャイナ 辛亥革命 壱（ソー・ハッイ〈チェン・ペイペイ〉）
- ワンス・アポン・ア・タイム・イン・チャイナ 辛亥革命 弐（ソー・ハッイ〈チェン・ペイペイ〉）

#### アニメ
- アラジンの大冒険（ファティーマ）
- インサイド・ヘッド（ママのカナシミ）
- インサイド・ヘッド2[24]
- WALL・E/ウォーリー（メアリー）
- おしゃれキャット（フルー・フルー）※DVD追加収録版
- カーズ2（女王）
- カーズ/クロスロード（シミュレーター音声）
- キャッツ・ドント・ダンス（ティリー）
- クルードさんちのはじめての冒険（ウーガ[25]）
  - クルードさんちのあたらしい冒険[26]
- ザ・シンプソンズ（エリザベス・フーバー先生〈初代〉、ヘレン・ラブジョイ〈初代〉、バニース・ヒバート〈初代〉、リンゼイ・ニーグル〈2代目〉、クッキー・クワン〈2代目〉、サラ・ウィガム〈代役〉 他）
  - ザ・シンプソンズ MOVIE（ヘレン・ラブジョイ、EPAの女性作業員、クッキー・クワン）※オリジナル版
- シュレックシリーズ（フェアリー・ゴッドマザー）
  - シュレック2
  - シュレック3
- 新くまのプーさん（ズオウの母）
- スクルージ:クリスマス・キャロル
- スター・ウォーズ/クローン・ウォーズ(テレビシリーズ)（モン・モスマ）
- スター・ウォーズ 反乱者たち（モン・モスマ）
- チキンラン（バブス）
- チップとデールの大作戦（馬）
- ティム・バートンのコープスブライド（ネル・ヴァン・ドート）
- トムとジェリー
- バットマン
- ハッピー フィート2 踊るペンギンレスキュー隊（バイオラ先生）
- パパはグーフィー
- ピンクパンサー（母親、マダム・リッチ）
- ポップアップ ミッキー/すてきなクリスマス
- ミュータント・タートルズ（1987年東和ビデオ版）（カーラ）
- モンキーマジック（菩薩）
- リトルロボット（ポッティ）
- ルーニー・テューンズ（奥さん）
- LEGO スター・ウォーズ/フリーメーカーの冒険（モン・モスマ）

### CD
- 彼方から（ガーヤ）
- そして春風にささやいて（託生の母）
- 伯爵と博士の血液型的運命論（おばあちゃん）
- ふしぎ遊戯 玄武開伝（ボラーテ、ナレーション）

### ラジオドラマ
- VOMIC CLOTH ROAD（スヌード）

### ナレーション
- ヒューマン・ジャーニー〜遥かなる人類の旅〜（ヒストリーチャンネル）
- 情報プレゼンター とくダネ!（フジテレビ）

### テレビ番組
- ザ・ノンフィクション（フジテレビ）
- 地球ドラマチック「ポンペイ 知られざるローマ人の暮らし」（NHK-Eテレ、声の出演）
- BS世界のドキュメンタリー（ボイスオーバー）